# 13–18 Main Street (Port Charlotte)
Unter der Adresse 13–18 Main Street ist eine Reihe von sechs Wohnhäusern in der schottischen Stadt Port Charlotte auf der Hebrideninsel Islay zu finden. Die Gebäude stehen im Stadtzentrum auf der Ostseite der Main Street. 1971 wurden die Gebäude als Ensemble in die schottischen Denkmallisten in der Kategorie B aufgenommen. Vereinzelt werden zur Spezifizierung der Gebäude auch die Hausnamen verwendet. Diese sind im Norden beginnend: Mclellan (Nr. 13), Clark (Nr. 14), Kidd (Nr. 15), Gillies (Nr. 16), Mckinven (Nr. 17) und Rothschild (Nr. 18).

## Beschreibung
Die sechs Gebäude wurden in geschlossener Bauweise entlang der Main Street erbaut und nehmen die gesamte Straßenseite zwischen der Lower School Street im Süden und der Pier Road im Norden ein. Auf der gegenüberliegenden Straßenseite befinden sich die ebenfalls denkmalgeschützten Gebäude der 75–80 Main Street. Die aus dem frühen 19. Jahrhundert stammenden Häusern werden ausnahmslos als Wohnhäuser genutzt. Die Gebäude Nr. 13, 14, 15 und 17 sind äußerlich nach identischen Plänen gebaut worden. In allen Fällen handelt es sich um zweistöckige Häuser, die mit schiefergedeckten Satteldächern abschließen. Die Eingangstüren befinden sich jeweils mittig und sind symmetrisch von fünf Sprossenfenstern umgeben. Die Gebäude sind in traditioneller Bauweise auf Grundflächen von jeweils etwa 10,5 × 8 m2 gebaut. Die Fassaden sind meist in der traditionellen Harling-Technik verputzt. Da der Grund zur östlich gelegenen Küste von Loch Indaal abfällt, sind die Gebäude tiefer gelegen als jene auf der gegenüberliegenden Straßenseite und die Eingangstüren liegen unterhalb des Straßenniveaus. Aus diesem Grund führen kurze Treppen von der Straße zu den Häusern.